# Hospital Universitario de Bellvitge
El Hospital Universitario de Bellvitge (HUB), y antes denominado Hospital Príncipes de España, Ciudad Sanitaria de Bellvitge y Ciudad Sanitaria y Universitaria de Bellvitge (en catalán: Bellvitge Hospital Universitari), es un hospital de titularidad pública del Instituto Catalán de la Salud situado en el municipio de Hospitalet de Llobregat (Barcelona) con actividad médica asistencial, docente e investigadora. Está especializado en asistencia médica de alta complejidad (hospital terciario). Presta todas las especialidades médicas y quirúrgicas excepto pediatría y obstetricia. Ha sido reconocido en cinco ocasiones (años 2004, 2006, 2009, 2010 y 2011) como uno de los cuatro mejores hospitales de España en su categoría por la agencia de evaluación independiente Iasist. Es el hospital de referencia comunitario para los habitantes de El Prat de Llobregat y una parte de los de Hospitalet de Llobregat, así como el hospital de referencia en alta tecnología para los habitantes de las comarcas de Bajo Llobregat, Garraf, Alto Panadés, Campo de Tarragona y Tierras del Ebro.

## Historia

### Construcción y primeros años
La construcción del hospital, encargada por el Instituto Nacional de Previsión a la empresa Dragados y Construcciones, se inició en 1970. El edificio se concibió con unos criterios arquitectónicos similares a los del Hospital Infantil Valle de Hebrón y el Hospital Universitario La Paz de Madrid.
Recibió el nombre de Hospital Príncipes de España en honor a los entonces príncipes Juan Carlos de Borbón y Sofía de Grecia. Se inauguró el 8 de noviembre de 1972, con la asistencia de los príncipes Juan Carlos y Sofía y del ministro de Trabajo y Seguridad Social, Licinio de la Fuente. El primer director del hospital fue Fernando Bartolomé.
Unos años más tarde, se dotó de un segundo edificio propio, financiado por la Seguridad Social, como escuela femenina de Ayudante Técnico Sanitario (ATS) , que funcionaba en un régimen de alumnas internas y externas.
Se dotó de unas escaleras metálica contra incendios en las tres torres.
Al mismo tiempo se dotó de " Un Plan contra incendios", pionero en Cataluña, diseñado por el Ingeniero de Mantenimiento D. Miguel Martorell Oller y el Maestro Industrial D. Manuel de la Cueva Hidalgo.￼
La apertura de servicios tuvo lugar progresivamente durante los cuatro primeros años. Inicialmente, se estructuró en un innovador organigrama de servicios mixtos médicos y quirúrgicos. Con todo, en los primeros años de la década de los ochenta los servicios médicos y quirúrgicos se separaron.
En 1975 organizó su primer gran acto científico -un simposio internacional de preoperatorio y postoperatorio- e inició la actividad docente con la llegada de los primeros alumnos de la Facultad de Medicina de la Universidad de Barcelona para realizar el sexto curso de medicina.
En los años setenta, fue pionero en España en la creación de una Unidad de Hipertensión Arterial, de un equipo de tratamiento de la anorexia y la bulimia, y de los servicios de Cirugía Vascular y de Psiquiatría, ambos pioneros en la sanidad pública española, entre otros. En 1978, realizó su primer trasplante renal.
En 1980, reformó su estructura de gobierno y pasó a impartir docencia de los tres últimos cursos de la licenciatura en Medicina y Cirugía de la Universidad de Barcelona.

### Traspaso al Instituto Catalán de la Salud (ICS)
El primer gerente del hospital -figura directiva creada por la Consejería de Sanidad de la Generalidad de Cataluña en junio de 1982- fue Fortunato Frías. A partir de 1983, el hospital pasó a ser gestionado por el Instituto Catalán de la Salud.
En febrero de 1984, realizó el primer trasplante de hígado de España. La intervención estuvo a cargo de los cirujanos Eduard Jaurrieta y Carles Margarit. En 1988, el hospital realizó el primer trasplante combinado hepático y renal de Cataluña.
En 1985, creó la Unidad de Investigación Experimental, embrión de la Fundación de Investigación de Bellvitge, creada en 1989. En 1991, esta entidad se convirtió en la Fundación August Pi i Sunyer y, en 2004, en el Instituto de Investigación Biomédica de Bellvitge (IDIBELL).
En diciembre de 1989 se inaugura Bellvitge Art, una galería de arte para canalizar la producción artística del personal del hospital, de los pacientes y de los artistas de los municipios vecinos.
El año 1990 se consolidó el acuerdo con la Universidad de Barcelona para poder realizar todos los cursos de la licenciatura de Medicina en el aulario del Campus de Bellvitge. La Universidad de Barcelona construyó en terrenos del hospital, 30 000 m² para aulas, biblioteca, áreas administrativas y laboratorios de investigación. El hospital adoptó el nombre de Ciudad Sanitaria y Universitaria de Bellvitge (CSUB).
En octubre de 1992, nace el Programa de voluntariado como complemento de ayuda humanitaria a la asistencia prestada por los profesionales sanitarios.
A principios de los años noventa, inició el Programa de trasplante cardíaco, el segundo de Cataluña. En 1994, inició el Programa de asistencia circulatoria ventricular, pionero en Cataluña.
En abril de 1992, se inició el Programa de trasplante de médula ósea en la versión autóloga. Tres años después, este programa pasó al Instituto Catalán de Oncología.

### Creación del Instituto Catalán de Oncología
En 1995, la Generalidad de Cataluña crea el Instituto Catalán de Oncología (ICO), a partir inicialmente de los servicios oncológicos no quirúrgicos de la Ciudad Sanitaria y Universitaria de Bellvitge, sumados a equipos de otras procedencias, como la Unidad de Control y Prevención del Cáncer del Departamento de Sanidad y Seguridad Social. Al largo de los años siguientes, el Hospital Príncipes de España y el Instituto Catalán de Oncología crearon unidades funcionales de coordinación de atención oncológica integral a los pacientes de su área de influencia.
Durante la segunda mitad de los años noventa, el Hospital Príncipes de España trabajó en el acercamiento de los profesionales a la toma de decisiones y en el impulso a la cirugía ambulatoria, la cirugía de corta estancia, las camas de subagudos y los circuitos de diagnóstico rápido. También destacó por una intensa actividad en publicación de guías, protocolos y planes de cuidados.
En 1999, protagonizó la innovadora serie documental de TV3 Bellvitge Hospital.
A finales del 2000 puso en marcha una unidad de hospitalización a domicilio. En estos mismos años, llevó a cabo una profunda reforma del Servicio de Urgencias para ofrecer una respuesta más rápida a la demanda urgente.

### Nuevos edificios
Con el cambio de siglo, se inició un ambicioso plan de obras de remodelación y ampliación del hospital (Proyecto Nuevo Bellvitge) que incluía la construcción de un nuevo edificio de consultas externas y un nuevo edificio tecnoquirúrgico. En 2001, la primera acción del Proyecto Nuevo Bellvitge fue la remodelación completa de la fachada y las ventanas del edificio. En 2003, se inauguró una nueva sala de actos.
En 2003, pasa a tener su actual denominación de Hospital Universitario de Bellvitge.
En julio de 2003, inaugura la primera Unidad de Tomografía por emisión de positrones y Tomografía Computerizada (TEP-TC) de Europa.
Las obras del nuevo edificio de consultas externas se iniciaron en 2002 y duraron cuatro años. El 26 de abril de 2006, el presidente de la Generalidad, Pasqual Maragall, inauguró el nuevo edificio de consultas externas. Con un total de 14 361 m² i una inversión de 17 millones de euros, incluía 136 nuevas consultas de 18 m², el doble de las precedentes. Su visión arquitectónica era opuesta al concepto del edificio vertical construido en los años setenta.
En 2007, se inició la construcción del nuevo bloque tecnoquirúrgico, de 42 000 m² distribuidos en cuatro plantas, en el que está previsto ubicar los servicios de Urgencias, Farmacia y Esterilización, los gabinetes de exploración, los hospitales de día, 32 quirófanos y 80 camas de enfermos críticos.
El 3 de mayo de 2021 se inauguró en la segunda planta del edificio principal una nueva Unidad de Enfermos Semicríticos Cardiológicos que sustituye a la hasta entonces ubicada en la cuarta planta. La nueva unidad ocupa unos 1200 metros cuadrados y está dotada con los equipamientos y los materiales más modernos.

### Redefinición territorial
En 2007, el Instituto Catalán de la Salud se constituyó en empresa pública e impulsó las gerencias únicas territoriales para integrar la atención primaria y la especializada. El Hospital Universitario de Bellvitge se integra en la Gerencia Territorial Metropolitana Sur del ICS. El primer gerente territorial fue Xavier Corbella (2007-2012). En este marco, el Hospital Universitario de Bellvitge emprendió una serie de iniciativas de coordinación y sinergias con los profesiones de la atención primaria de su área de influencia y del Hospital de Viladecans. También emprendió importantes reformas en los mecanismos de admisión y gestión de pacientes.
En el mismo período, en el entorno del hospital, se constituye Biopol’H, clúster de hospitales, universidades, centros de investigación y empresas del sector biomédico.
En 2007, se implantó y posteriormente extrajo con éxito la primera asistencia ventricular mecánica de España. En 2009, incorporó el sistema quirúrgico robotizado Da Vinci. En 2011, implantó la primera asistencia ventricular mecánica a un paciente dado de alta en su domicilio de Cataluña.

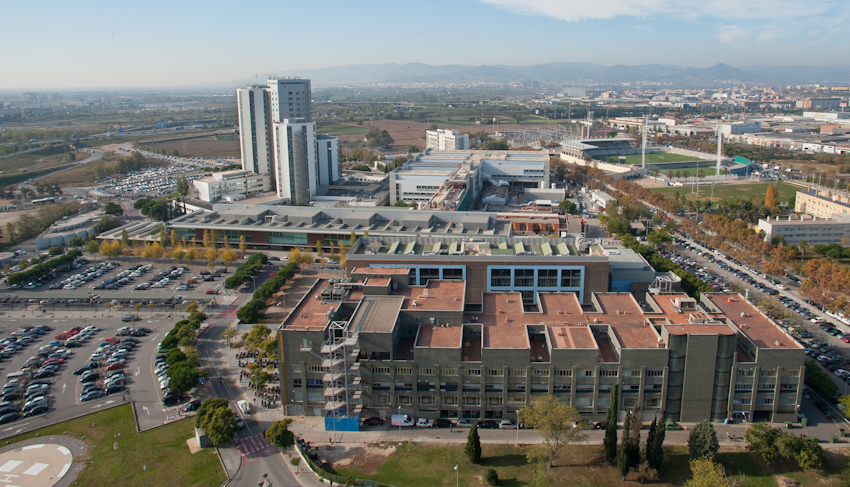
Vista general del Campus de Bellvitge

## Ubicación
Está situado al sur del municipio de Hospitalet de Llobregat, dentro de un área de la que también forman parte el campus de Bellvitge de la Universidad de Barcelona, especializado en estudios sanitarios, y el Hospital Duran i Reynals, así como otros grupos empresariales y de investigación vinculados al ámbito de la biomedicina.
Pertenece al ICS, empresa pública de servicios integrales de atención primaria y hospitalaria en Cataluña. Dentro del ICS, forma parte de la Gerencia Territorial Metropolitana Sur, área de la que forman parte también el Hospital de Viladecans y los equipos de atención primaria del ICS del municipio de Hospitalet de Llobregat y de las comarcas de Bajo Llobregat, Alto Panadés y Garraf.

## Actividad

### Actividad asistencial
Es uno de los cinco hospitales de Cataluña acreditados como hospitales de tercer nivel (el máximo nivel de preparación y tecnología para la asistencia médica más compleja). Presta todas las especialidades medicoquirúrgicas excepto pediatría y obstetricia. Es el hospital de referencia comunitario (asistencia hospitalaria básica) para los habitantes de El Prat de Llobregat y una parte de los habitantes de Hospitalet de Llobregat. Además, es centro de referencia en los procesos que requieren alta tecnología para más de 2 millones de habitantes del área de la Gerencia Territorial Metropolitana Sur del ICS (Hospitalet de Llobregat y comarcas de Bajo Llobregat, Alto Panadés y Garraf) y de las áreas de Campo de Tarragona y Tierras del Ebro.
Junto con el resto de instituciones biomédicas de su área, forma parte del Consorcio Biopol de Hospitalet de Llobregat. En su calidad de institución docente, forma parte del Health University Campus, reconocido como campus de excelencia internacional.
Ingresa cada año a unos 35 000 pacientes, de los que unos 9000 son de alta comlejidad. El 28,5 % de sus altas son del sector terciario (alta complejidad). Realiza unas 12 000 intervenciones quirúrgicas mayores y unos 180 trasplantes al año. Realiza unas 450 000 visitas de consultas externas cada año, y atiende a unas 100 000 urgencias.
En el ámbito de la cooperación social, destaca el acuerdo firmado con la Fundación Vicente Ferrer en virtud del cual profesionales del HUB colaboran en la actividad que dicha entidad lleva a cabo en India.

### Docencia
El Hospital Universitario de Bellvitge es un centro docente afiliado a la Universidad de Barcelona. Realiza formación sanitaria especializada de 41 especialistas de medicina, farmacia (farmacia hospitalaria, radiofarmacia), física (radiofísica), bioquímica (bioquímica clínica), psicología (psicología clínica) y enfermería de Salud mental. En 2012, daba formación sanitaria especializada a 354 facultativos residentes propios y 80 facultativos residentes de Medicina Familiar y Comunitaria de la Unidad Docente de Costa de Ponent.
Además, cada año realizan en él estancias formativas más de 140 residentes de otros centros, tanto españoles como extranjeros.

### Investigación
La investigación en el Hospital Universitario de Bellvitge se vehicula a través del Instituto de Investigación Biomédica de Bellvitge (IDIBELL), del que también forman parte la Universidad de Barcelona, el Instituto Catalán de Oncología y el Instituto de Diagnóstivo por la Imagen.
Se realiza investigación en todas las especialidades del hospital. Algunas de las líneas de investigación destacadas son: enfermedades infecciosas y sensibilidad antibiótica; nefrología y trasplante renal; psiquiatría, enfermedades neurológicas y neurogenética; enfermedades cardiovasculares; pneumología; diabetes, nutrición y enfermedades endocrinas; enfermedades hepatobiliopancreáticas; patología del tubo digestivo; prevención clínica; inflamación sinovial y metabolismo óseo.

## Premios
Ha obtenido el premio al mejor esfuerzo en calidad asistencial de la Fundación Avedis Donabedian (1994). Ha sido galardonado en cinco ocasiones (años 2004, 2006, 2009, 2010 y 2011) como uno de los cuatro mejores hospitales de España en su categoría por la agencia de evaluación independiente Iasist (premios TOP20). En 2008 obtuvo el premio TOP20 también en el área del sistema nervioso y, en 2011, en el área de enfermedades respiratorias.